# Liste des préfets maritimes de Rochefort

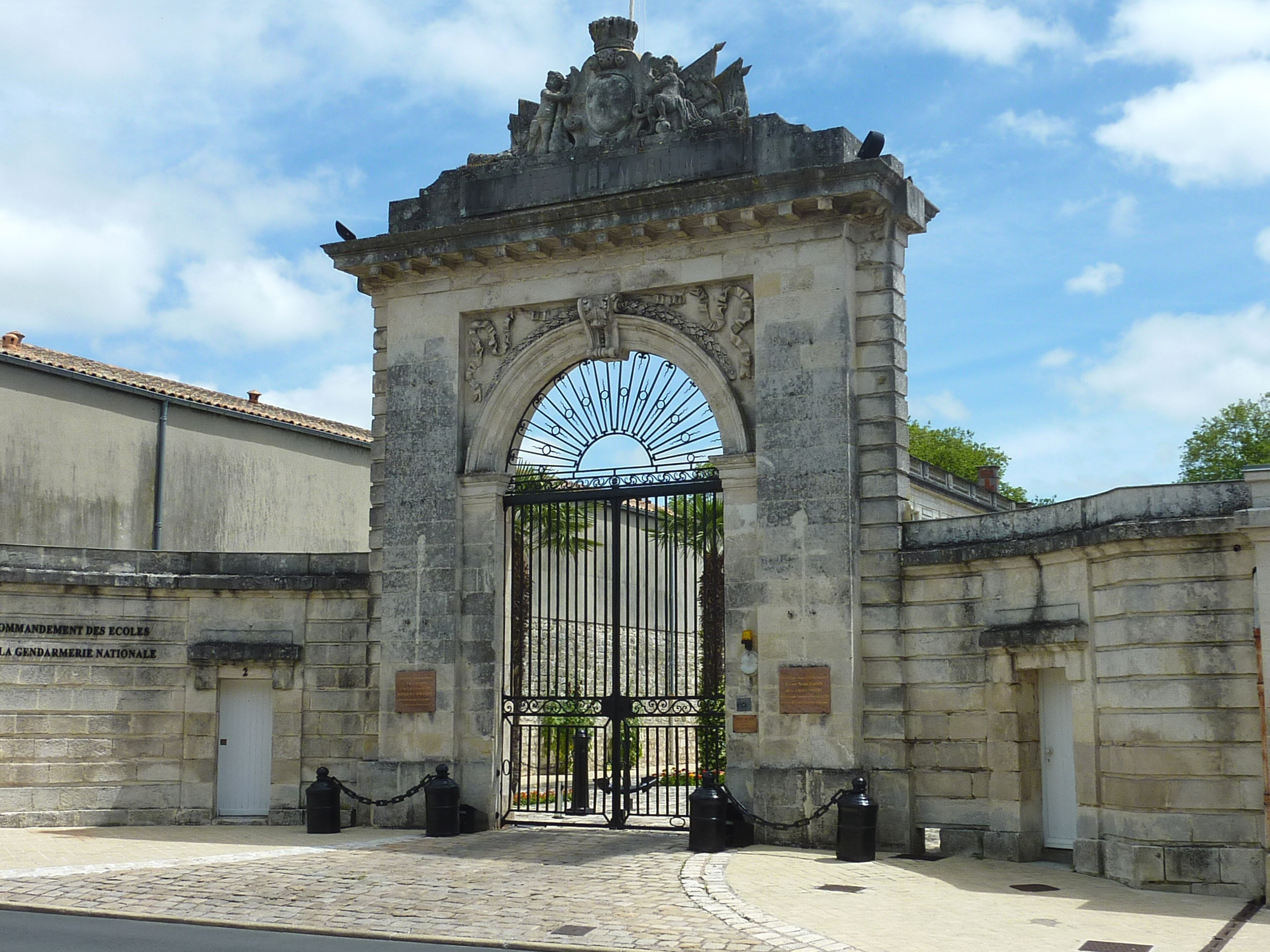
Hôtel de la préfecture maritime de Rochefort.

Liste des préfets maritimes qui se sont succédé en poste à Rochefort (Charente-Maritime) :

## 1800-1815
Ils remplacent les intendants de la Marine de Rochefort.
| Date d'entrée en fonction | Date de sortie de fonction | Nom       | Grade en poste        |
| ------------------------- | -------------------------- | --------- | --------------------- |
| 1801                      | 1810 (septembre)           | Martin    | vice-amiral           |
| 1810                      | 1811 (avril)               | Truguet   | vice-amiral           |
| 1811                      | 1812 (avril)               | Lacrosse  | contre-amiral         |
| 1812                      | 1815 (juillet)             | Bonnefoux | capitaine de vaisseau |
| 1815                      | 1816                       | de Goum   | contre-amiral         |

## 1816-1826
L'ordonnance royale du 29 novembre 1815, décrétée d'application au 1er janvier 1816, fait disparaître la fonction de préfet maritime, au profit d'un retour à un découpage des responsabilités entre militaire et civil. La répartition des responsabilités serait désormais réparties entre un commandant de Marine et un Intendant de Marine.
| Date d'entrée en fonction | Date de sortie de fonction | Nom                               | Grade en poste |
| ------------------------- | -------------------------- | --------------------------------- | -------------- |
| 1816                      | 1816 (juillet)             | Gourdon                           | contre-amiral  |
| 1816                      | 1821 (juillet)             | Daugier                           | contre-amiral  |
| 1821                      | 1827 (mars)                | Antoine Germain Bidé de Maurville | contre-amiral  |

| Date d'entrée en fonction | Date de sortie de fonction | Nom                             | Grade en poste |
| ------------------------- | -------------------------- | ------------------------------- | -------------- |
| 1818                      |                            | Pierre Charles Toussaint Pouyer |                |
|                           |                            | Félix Baillardel de Lareinty    |                |

## 1827-1927
Par ordonnance royale du 27 décembre 1826, les préfets maritimes furent rétablis à compter du 1er février 1827. La préfecture maritime de Rochefort est définitivement supprimée (et transformée en sous-préfecture) en 1927.
| Date d'entrée en fonction | Date de sortie de fonction | Nom                                  | Grade en poste                  |
| ------------------------- | -------------------------- | ------------------------------------ | ------------------------------- |
| janvier 1827              | juin 1833                  | Jurien-Lagravière                    | contre-amiral puis vice-amiral  |
| juillet 1833              | mai 1834                   | Jean-Baptiste Grivel                 | vice-amiral                     |
| mai 1834                  | 21 mars 1840 (†)           | Louis Henri de Saulces de Freycinet  | vice-amiral                     |
| 1841                      | 1844                       | Louis François Jean Leblanc          | contre-amiral, puis vice-amiral |
| 28 août 1844              | 20 janvier 1848            | Joseph Grégoire Casy                 | contre-amiral, puis vice-amiral |
| avril 1848                | juillet 1848               | Auguste-Nicolas Vaillant             | capitaine de vaisseau           |
| juillet 1848              | 1851                       | Cyrille Laplace                      | contre-amiral                   |
| février 1852              | 1858                       | Jean-Baptiste Montagniès de La Roque | contre-amiral, puis vice-amiral |
| novembre 1858             | février 1863               | Jean Lugeol                          | vice-amiral                     |
| février 1863              | octobre 1863               | Théogène François Page               | vice-amiral                     |
| 1863                      | mars 1864                  | Louis Adolphe Bonard                 | vice-amiral                     |
| 1866                      | 1866                       | Louis du Campe de Rosamel            | contre-amiral                   |
| 1866                      | 1869                       | Guillaume Lucien Émile Larrieu       | vice-amiral                     |
| juin 1869                 | octobre 1870               | Louis Mazères                        | vice-amiral                     |
| octobre 1871              | octobre 1874               | Vincent-Alfred Moulac                | vice-amiral                     |
| octobre 1874              | juillet 1875               | Joseph-Maurice Exelmans              | vice-amiral                     |
| septembre 1875            | 1877                       | Marie Jules Dupré                    | vice-amiral                     |
| mars 1877                 | 19 octobre 1878            | Henri Garnault                       | vice-amiral                     |
| novembre 1878             | octobre 1879               | René-Edmond Thomasset                | vice-amiral                     |
| 1880                      | 1881                       | De Fauque de Jonquières              | vice-amiral                     |
| mai 1881                  | 1883                       | Auguste Véron                        | vice-amiral                     |
| septembre 1883            | mai 1889                   | Léopold de Pritzbuer                 | vice-amiral                     |
| juin 1889                 | juin 1890                  | Henri Rieunier                       | vice-amiral                     |
| juin 1890                 | août 1892                  | Jules Ribell                         | vice-amiral                     |
| septembre 1893            | octobre 1895               | Louis Alphonse Edmond Puech          | vice-amiral                     |
| octobre 1895              | décembre 1898              | Edmond Prouhet                       | vice-amiral                     |
| janvier 1899              | juillet 1900               | Édouard Pottier                      | vice-amiral                     |
| juillet 1900              | novembre 1903              | Gabriel-Henri Godin                  | vice-amiral                     |
| novembre 1903             | décembre 1903              | Boué de Lapeyrère (par intérim)      | contre-amiral                   |
| décembre 1903             | septembre 1905             | René-Julien Marquis                  | vice-amiral                     |
| octobre 1905              | août 1908                  | Joseph Bugard                        | vice-amiral                     |
| avril 1914                | avril 1915                 | Édouard-Marie Amelot                 | vice-amiral                     |
| avril 1915                | avril 1916                 | Bertrand Sourrieu                    | vice-amiral                     |
| juillet 1916              | août 1917                  | Ernest-Eugène Nicol                  | vice-amiral                     |
| août 1917                 | juin 1919                  | Louis Charlier                       | vice-amiral                     |
|                           |                            |                                      |                                 |
| 1923                      | 1924                       | Louis-Hippolyte Violette             | vice-amiral                     |
| juillet 1924              | novembre 1925              | Félix Thomine                        | contre-amiral                   |
| 1925                      | 1927                       | Jean Félicité Maurice Cazenave       | contre-amiral                   |

## Sources
- Pierre Philippe U. Thomas, Mémoires pour servir à l'histoire de la ville et du port de Rochefort, 1828
- Étienne Taillemite, Dictionnaire des marins français, Tallandier 2002.